# Willkommen in Gravity Falls/Episodenliste
Diese Episodenliste enthält alle Episoden der US-amerikanischen Zeichentrickserie Willkommen in Gravity Falls, sortiert nach der US-amerikanischen Erstausstrahlung. Die Fernsehserie umfasst 2 Staffeln mit 40 Episoden und 17 Kurzfolgen.

## Episoden

### Staffel 1
| Nr. (ges.) | Nr. (St.) | Deutscher Titel               | Originaltitel                  | Erstausstrahlung USA | Deutschsprachige Erstausstrahlung (D) | Regie                     | Drehbuch                                                | Zuschauer (USA) | Prod. Code |
| ---------- | --------- | ----------------------------- | ------------------------------ | -------------------- | ------------------------------------- | ------------------------- | ------------------------------------------------------- | --------------- | ---------- |
| 1          | 1         | Die Touristenfalle            | Tourist Trapped                | 15. Juni 2012        | 7. Jan. 2013                          | John Aoshima              | Alex Hirsch                                             | 3,399 Mio.      | 107        |
| 2          | 2         | Angelsaison                   | The Legend of the Gobblewonker | 29. Juni 2012        | 8. Jan. 2013                          | John Aoshima              | Michael Rianda & Alex Hirsch                            | 3,136 Mio.      | 101        |
| 3          | 3         | Stan verliert den Kopf        | Headhunters                    | 30. Juni 2012        | 9. Jan. 2013                          | John Aoshima              | Aury Wallington & Alex Hirsch                           | 2,710 Mio.      | 103        |
| 4          | 4         | Mabels Verehrer               | The Hand That Rocks The Mabel  | 6. Juli 2012         | 10. Jan. 2013                         | John Aoshima              | Zach Paez & Alex Hirsch                                 | 2,954 Mio.      | 105        |
| 5          | 5         | Der Lämmchen-Tanz             | The Inconveniencing            | 13. Juli 2012        | 11. Jan. 2013                         | Aaron Springer & Joe Pitt | Michael Rianda & Alex Hirsch                            | 3,552 Mio.      | 104        |
| 6          | 6         | Ein ganzer Mann               | Dipper vs. Manliness           | 20. Juli 2012        | 14. Jan. 2013                         | Aaron Springer & Joe Pitt | Tim McKeon                                              | 3,144 Mio.      | 106        |
| 7          | 7         | Der doppelte Dipper           | Double Dipper                  | 10. Aug. 2012        | 15. Jan. 2013                         | Aaron Springer & Joe Pitt | Mitch Larson, Michael Rianda, Tim McKeon, & Alex Hirsch | 4,176 Mio.      | 108        |
| 8          | 8         | Der achteinhalbte Präsident   | Irrational Treasure            | 17. Aug. 2012        | 16. Jan. 2013                         | John Aoshima              | David Slack, Tim McKeon & Alex Hirsch                   | 3,869 Mio.      | 110        |
| 9          | 9         | Das Schwein der Zeitreisenden | The Time Traveler’s Pig        | 24. Aug. 2012        | 17. Jan. 2013                         | Aaron Springer & Joe Pitt | Aury Wallington & Alex Hirsch                           | 4,138 Mio.      | 109        |
| 10         | 10        | Gewinner verlieren nicht      | Fight Fighters                 | 14. Sep. 2012        | 18. Jan. 2013                         | John Aoshima              | Zach Paez & Alex Hirsch                                 | 2,943 Mio.      | 111        |
| 11         | 11        | Der Alpha-Zwilling            | Little Dipper                  | 28. Sep. 2012        | 21. Jan. 2013                         | Aaron Springer & Joe Pitt | Tim McKeon, Zach Paez, & Alex Hirsch                    | 2,599 Mio.      | 102        |
| 12         | 12        | Rache ist süß                 | Summerween                     | 5. Okt. 2012         | 22. Jan. 2013                         | John Aoshima              | Zach Paez, Alex Hirsch, & Michael Rianda                | 3,478 Mio.      | 114        |
| 13         | 13        | Die Wette                     | Boss Mabel                     | 15. Feb. 2013        | 18. Nov. 2013                         | John Aoshima              | Tommy Reahard, Tim McKeon & Alex Hirsch                 | 3,445 Mio.      | 115        |
| 14         | 14        | Das Loch ohne Boden           | Bottomless Pit!                | 1. März 2013         | 19. Nov. 2013                         | Aaron Springer & Joe Pitt | Alex Hirsch & Michael Rianda                            | 3,095 Mio.      | 113        |
| 15         | 15        | Ein heißer Tag                | The Deep End                   | 15. März 2013        | 20. Nov. 2013                         | Aaron Springer & Joe Pitt | Nancy Cohen                                             | 4,501 Mio.      | 112        |
| 16         | 16        | Der magische Teppich          | Carpet Diem                    | 5. Apr. 2013         | 13. Sep. 2013                         | Joe Pitt                  | Tim McKeon, Zach Paez, & Alex Hirsch                    | 3,36 Mio.       | 117        |
| 17         | 17        | Verrückt nach Jungs           | Boyz Crazy                     | 19. Apr. 2013        | 21. Nov. 2013                         | John Aoshima              | Matt Chapman & Alex Hirsch                              | 3,162 Mio.      | 119        |
| 18         | 18        | Schwabbel in Not              | Land Before Swine              | 28. Juni 2013        | 22. Nov. 2013                         | John Aoshima              | Tim McKeon & Alex Hirsch                                | 3,498 Mio.      | 122        |
| 19         | 19        | Gideon-Land – Teil 1          | Dreamscaperers                 | 12. Juli 2013        | 25. Nov. 2013                         | John Aoshima & Joe Pitt   | Tim McKeon, Matt Chapman, & Alex Hirsch                 | 2,700 Mio.      | 120        |
| 20         | 20        | Gideon-Land – Teil 2          | Gideon Rises                   | 2. Aug. 2013         | 26. Nov. 2013                         | John Aoshima & Joe Pitt   | Matt Chapman, Alex Hirsch, & Michael Rianda             | 3,175 Mio.      | 121        |

### Staffel 2
| Nr. (ges.) | Nr. (St.) | Deutscher Titel                           | Originaltitel                          | Erstausstrahlung USA | Deutschsprachige Erstausstrahlung (D) | Regie                 | Drehbuch                                                              | Zuschauer (USA) | Prod. Code |
| ---------- | --------- | ----------------------------------------- | -------------------------------------- | -------------------- | ------------------------------------- | --------------------- | --------------------------------------------------------------------- | --------------- | ---------- |
| 21         | 1         | Zombie-Karaoke                            | Scary-oke                              | 1. Aug. 2014         | 1. März 2015                          | Rob Renzetti          | Jeff Rowe, Matt Chapman, & Alex Hirsch                                | 2,4 Mio.        | 202        |
| 22         | 2         | Die Höhle des Autoren                     | Into the Bunker                        | 4. Aug. 2014         | 2. März 2015                          | Joe Pitt              | Matt Chapman & Alex Hirsch                                            | 0,9 Mio.        | 201        |
| 23         | 3         | Der Minigolf-Wettbewerb                   | The Golf War                           | 11. Aug. 2014        | 3. März 2015                          | Matt Braly            | Jeff Rowe & Alex Hirsch                                               | 1,3 Mio.        | 203        |
| 24         | 4         | Die Socken-Oper                           | Sock Opera                             | 8. Sep. 2014         | 4. März 2015                          | Matt Braly & Joe Pitt | Shion Takeuchi & Alex Hirsch                                          | 0,9 Mio.        | 206        |
| 25         | 5         | Eine Freundin für Soos                    | Soos and the Real Girl                 | 22. Sep. 2014        | 5. März 2015                          | Matt Braly            | Mark Rizzo & Alex Hirsch                                              | 0,8 Mio.        | 205        |
| 26         | 6         | Der kleine Horror-Geschenkeladen          | Little Gift Shop of Horrors            | 4. Okt. 2014         | 6. März 2015                          | Stephen Sandoval      | Shion Takeuchi, Matt Chapman & Alex Hirsch                            | 2,3 Mio.        | 209        |
| 27         | 7         | Die Gesellschaft des Blinden Auges        | Society of the Blind Eye               | 27. Okt. 2014        | 7. März 2015                          | Sunil Hall            | Matt Chapman & Alex Hirsch                                            | 1,1 Mio.        | 207        |
| 28         | 8         | Der Zeitwunsch                            | Blendin’s Game                         | 10. Nov. 2014        | 8. März 2015                          | Matt Braly            | Jeff Rowe & Alex Hirsch                                               | 0,8 Mio.        | 208        |
| 29         | 9         | Der Gott der Liebe                        | The Love God                           | 26. Nov. 2014        | 2. Okt. 2015                          | Sunil Hall            | Josh Weinstein & Alex Hirsch                                          | 0,8 Mio.        | 210        |
| 30         | 10        | Das Northwest-Anwesen                     | Northwest Mansion Mystery              | 16. Feb. 2015        | 3. Okt. 2015                          | Matt Braly            | Mark Rizzo, Jeff Rowe & Alex Hirsch                                   | 1,2 Mio.        | 211        |
| 31         | 11        | Nicht wonach es aussieht                  | Not What He Seems                      | 9. März 2015         | 4. Okt. 2015                          | Stephen Sandoval      | Shion Takeuchi, Josh Weinstein, Jeff Rowe, Matt Chapman & Alex Hirsch | 1,6 Mio.        | 212        |
| 32         | 12        | Die Geschichte der zwei Stans             | A Tale of Two Stans                    | 13. Juli 2015        | 26. Okt. 2015                         | Sunil Hall            | Shion Takeuchi, Matt Chapman, Alex Hirsch                             | 1,9 Mio.        | 213        |
| 33         | 13        | Dungeons, Dungeons und noch mehr Dungeons | Dungeons, Dungeons, and More Dungeons  | 3. Aug. 2015         | 27. Okt. 2015                         | Stephen Sandoval      | Matt Chapman, Josh Weinstein & Alex Hirsch                            | 1,2 Mio.        | 214        |
| 34         | 14        | Die Bürgermeisterwahl                     | The Stanchurian Candidate              | 24. Aug. 2015        | 28. Okt. 2015                         | Matt Braly            | Jeff Rowe, Josh Weinstein & Alex Hirsch                               | 1,2 Mio.        | 215        |
| 35         | 15        | Mabel und das letzte Einhorn              | The Last Mabelcorn                     | 7. Sep. 2015         | 29. Okt. 2015                         | Matt Braly            | Alex Hirsch                                                           | 0,8 Mio.        | 222        |
| 36         | 16        | Die Stan-Pines-Flirtmethode               | Roadside Attraction                    | 21. Sep. 2015        | 30. Okt. 2015                         | Sunil Hall            | Jeff Rowe, Josh Weinstein & Alex Hirsch                               | 0,9 Mio.        | 217        |
| 37         | 17        | Dipper und Mabel gegen die Zukunft        | Dipper and Mabel vs. the Future        | 12. Okt. 2015        | 31. Okt. 2015                         | Stephen Sandoval      | Matt Chapman, Josh Weinstein, Mark Rizzo, Jeff Rowe & Alex Hirsch     | 0,9 Mio.        | 218        |
| 38         | 18        | Seltsamageddon 1: Wettlauf mit der Zeit   | Weirdmageddon Part 1                   | 26. Okt. 2015        | 25. März 2016                         | Sunil Hall            | Jeff Rowe, Josh Weinstein & Alex Hirsch                               | 1,4 Mio.        | 219        |
| 39         | 19        | Seltsamageddon 2: Flucht vor der Realität | Weirdmageddon 2: Escape From Reality   | 23. Nov. 2015        | 25. März 2016                         | Matt Braly            | Jeff Rowe, Josh Weinstein & Alex Hirsch                               | 1,7 Mio.        | 220        |
| 40         | 20        | Seltsamageddon 3–4                        | Weirdmageddon 3: Take Back the Falls 1 | 15. Feb. 2016        | 25. März 2016                         | Stephen Sandoval      | Shion Takeuchi, Mark Rizzo, Jeff Rowe, Josh Weinstein & Alex Hirsch   | 2,5 Mio.        | 221 & 223  |

- Im Vorfeld der Ausstrahlung des Serienfinales zeigte Disney XD am 8. Februar 2016 ein Behind-the-Scenes-Special mit dem Titel Between the Pines aus. Moderiert wird die halbstündige Sendung von Zeit-Baby, einer Figur aus der Serie. Der Erfinder der Serie, Alex Hirsch, beantwortet dabei Fragen, gibt Kommentare ab und gibt exklusive Informationen heraus.

- Am 26. März 2016 strahlte Disney XD nach der Ausstrahlung des Serienfinales ein weiteres Behind-the-Scenes-Special mit demselben Titel aus. Das Special wurde nicht extra gedreht, sondern ist inhaltsgleich mit dem ersten Special. Es wurden lediglich einige Animationssequenzen mit welchen aus dem Finale ausgetauscht. Alex Hirsch erfuhr erst mit der Programmankündigung von der Existenz der zweiten Special-Fassung.

### Kurzfolgen

#### Dipper erforscht das Unerklärliche (Dipper’s Guide to the Unexplained)
| Nr. (ges.) | Nr. (St.) | Deutscher Titel                                          | Originaltitel   | Erstausstrahlung USA | Deutschsprachige Erstausstrahlung (Free-TV) | Prod. Code |
| ---------- | --------- | -------------------------------------------------------- | --------------- | -------------------- | ------------------------------------------- | ---------- |
| 1          | 1         | Das Ding? Das Süßigkeiten-Monster (Disney+)              | Candy Monster   | 14. Okt. 2013        | 27. Nov. 2014                               | 004        |
| 2          | 2         | Gronkel Stans Tattoo                                     | Stan’s Tattoo   | 14. Okt. 2013        | 24. Nov. 2014                               | 001        |
| 3          | 3         | Der Briefkasten Der geheimnisvolle Briefkasten (Disney+) | Mailbox         | 15. Okt. 2013        | 25. Nov. 2014                               | 002        |
| 4          | 4         | Der halbe Mann (Disney+)                                 | Lefty           | 16. Okt. 2013        | 29. Nov. 2014                               | 006        |
| 5          | 5         | Der Zahn Der Riesen-Zahn (Disney+)                       | The Tooth       | 17. Okt. 2013        | 28. Nov. 2014                               | 005        |
| 6          | 6         | Der Verstecker Das Versteckspiel (Disney+)               | The Hide-Behind | 18. Okt. 2013        | 26. Nov. 2014                               | 003        |

#### Mabels Anleitung zum Leben (Mabel’s Guide to Life)
| Nr. (ges.) | Nr. (St.) | Deutscher Titel                                                  | Originaltitel             | Erstausstrahlung USA | Deutschsprachige Erstausstrahlung (Free-TV) | Prod. Code |
| ---------- | --------- | ---------------------------------------------------------------- | ------------------------- | -------------------- | ------------------------------------------- | ---------- |
| 7          | 1         | Mabels Anleitung zu Dating Mabels Welt des Dating (Disney+)      | Mabel’s Guide to Dating   | 3. Feb. 2014         | 30. Nov. 2014                               | 008        |
| 8          | 2         | Mabels Anleitung zu Aufklebern Mabels Welt der Sticker (Disney+) | Mabel’s Guide to Stickers | 4. Feb. 2014         | 5. Okt. 2015                                | 010        |
| 9          | 3         | Mabels Anleitung zur Mode Mabels Welt der Mode (Disney+)         | Mabel’s Guide to Fashion  | 5. Feb. 2014         | 2. Dez. 2014                                | 009        |
| 10         | 4         | Mabels Farbenlehre Mabels Welt der Farben (Disney+)              | Mabel’s Guide to Colors   | 6. Feb. 2014         | 5. Okt. 2015                                | 011        |
| 11         | 5         | Mabels Anleitung zu Kunst Mabels Welt der Kunst (Disney+)        | Mabel’s Guide to Art      | 7. Feb. 2014         | 30. Nov. 2014                               | 007        |

#### Wir reparieren es mit Soos (Fixin' It with Soos)
| Nr. (ges.) | Nr. (St.) | Deutscher Titel | Originaltitel | Erstausstrahlung USA | Deutschsprachige Erstausstrahlung (D) | Prod. Code |
| ---------- | --------- | --------------- | ------------- | -------------------- | ------------------------------------- | ---------- |
| 12         | 1         | Das Golf-Mobil  | Golf Cart     | 21. Apr. 2014        | 5. März 2015                          | 015        |
| 13         | 2         | Die Kuckucksuhr | Cuckoo Clock  | 22. Apr. 2014        | 4. März 2015                          | 014        |

#### Fernsehen in Gravity Falls (TV Shorts)
| Nr. (ges.) | Nr. (St.) | Deutscher Titel                        | Originaltitel | Erstausstrahlung USA | Deutschsprachige Erstausstrahlung (D) | Prod. Code |
| ---------- | --------- | -------------------------------------- | ------------- | -------------------- | ------------------------------------- | ---------- |
| 14         | 1         | Fernsehen in Gravity Falls 1 (Disney+) | TV Shorts 1   | 23. Apr. 2014        | 6. März 2015                          | 016        |
| 15         | 2         | Fernsehen in Gravity Falls 2 (Disney+) | TV Shorts 2   | 24. Apr. 2014        | 27. März 2016                         | 017        |

#### Mabels Buch der Erinnerungen (Mabel’s Scrapbook)
| Nr. (ges.) | Nr. (St.) | Deutscher Titel             | Originaltitel | Erstausstrahlung USA | Deutschsprachige Erstausstrahlung (D) | Prod. Code |
| ---------- | --------- | --------------------------- | ------------- | -------------------- | ------------------------------------- | ---------- |
| 16         | 1         | Pony-Raubüberfall (Disney+) | Heist Movie   | 2. Juni 2014         | 3. März 2015                          | 013        |
| 17         | 2         | Der Streichelzoo (Disney+)  | Petting Zoo   | 2. Juni 2014         | 2. März 2015                          | 012        |